# Tarna
Tarna nebo Trnava (slovensky Trnava) je řeka v Maďarsku pramenící na Slovensku, pravostranný přítok řeky Zagyvy. Je dlouhá 105 km. Protéká městy Pétervására a Verpelét a u města Jászberény se vlévá do řeky Zagyvy.

## Sídla ležící u břehu řeky
Tachty (SK), Cered, Zabar, Istenmezeje, Pétervására, Terpes, Sirok, Tarnaszentmária, Verpelét, Feldebrő, Aldebrő, Tófalu, Kápolna, Kompolt, Kál, Tarnabod, Tarnazsadány, Tarnaméra, Tarnaörs, Jászdózsa, Jászjákóhalma

## Přítoky
Mezi přítoky Tarny patří Utas-patak, Szilas-patak, Hosszú-völgyi-patak, Kajra-patak, Leleszi-patak, Tó-patak, Fedémesi-patak, Bükkszéki-patak, Balla-patak, Parádi-Tarna, Kígyós-patak, Domoszlói-patak, Nyiget-patak, Bene-patak, Tarnóca-patak, Gyöngyös-patak, Szarv-Ágy-patak, Kis-Tarna a Ágói-patak.